# Elena Viviani
Elena Viviani (Sondalo, 10 de octubre de 1992) es una patinadora de velocidad sobre pista corta italiana.

## Carrera
A lo largo de su carrera, ha obtenido dos medallas de oro en los campeonatos mundiales juveniles, una de plata en los campeonatos europeos y numerosas medallas de bronce; todas ellas junto al equipo italiano en las competiciones de relevo de 3000 metros.
Participó en los Juegos Olímpicos de Invierno de 2014 en Sochi (Rusia), donde obtuvo una medalla de bronce en el evento de relevo de 3000 metros femenino, junto a Arianna Fontana, Lucia Peretti y Martina Valcepina. También compitió en los eventos de 500 y 1000 metros, quedando en el 26.º y 27.º lugar, respectivamente.